# 陳焯嵐
陳焯嵐（英語：Cheuk Laam），藝名焯嵐，香港男模特兒，屬李健宏「The Baddies Factory」公司旗下的藝人。

## 私人生活
其女友郭東彩亦是同屬公司藝人，與郭東彩一樣擅長滑板。

## 演出

### 電視節目（ViuTV）
- 2022年：《運動勇者塔》 第12、13集參賽者

### 電視劇（ViuTV）
- 2023年：《那年盛夏我們綻放如花》 飾 洪諾言

### MV
- 2022年：Zpecial《深夜告別練習》

## 外部連結
- 陳焯嵐的Instagram帳戶